# Route nationale 667
Die Route nationale 667, kurz N 667 oder RN 667, war eine französische Nationalstraße, die von 1933 bis 1973 zwischen Miramont-de-Guyenne und Sainte-Livrade-sur-Lot verlief. Ihre Länge betrug 32 Kilometer.